# Micheasz (Aleksiejew)
Micheasz, imię świeckie: Michaił Fiodorowicz Aleksiejew (ur. 11 stycznia?/23 stycznia 1851 w Petersburgu, zm. 16 lutego 1931 w Kozielsku) – rosyjski biskup prawosławny.

## Życiorys
Jego ojciec, szlachcic z pochodzenia, był urzędnikiem państwowym i osiągnął rangę radcy stanu. Matka przyszłego hierarchy zmarła, gdy syn miał dziesięć lat. Przyszły duchowny ukończył Morski Korpus Kadetów, po czym podjął służbę wojskową w marynarce wojennej Imperium Rosyjskiego. W 1890 na własne życzenie odszedł ze służby w stopniu kapitana I rangi, pogrążony w żałobie po nieoczekiwanej śmierci żony.
Pod wpływem Jana Kronsztadzkiego (któremu przysługiwał w czasie liturgii w soborze św. Andrzeja w Kronsztadzie jeszcze będąc zawodowym oficerem) postanowił całkowicie zmienić swoje życie i wstąpił jako posłusznik do Pustelni Optyńskiej, gdzie pozostawał pod opieką duchowną starca Ambrożego. Rok później, w 1891, Ambroży zmarł i posłusznik Michaił Aleksiejew, uzyskawszy błogosławieństwo Jana Kronsztadzkiego, wyjechał z monasteru, by podjąć studia teologiczne na Moskiewskiej Akademii Duchownej. Rozpoczynał je jako wolny słuchacz, zaś ukończył w 1896, z tytułem kandydata nauk teologicznych. Był już wówczas mnichem – wieczyste śluby z imieniem Micheasz złożył w pierwszym roku pobytu na Akademii, 10 października 1892, przed jej rektorem, archimandrytą Antonim. Jego patronem został święty mnich Micheasz z Radoneża.
Święcenia diakońskie przyjął 17 października 1892 z rąk biskupa możajskiego Tichona. Ten sam hierarcha wyświęcił go na hieromnicha 16 maja roku następnego. Hieromnich Micheasz wyjechał następnie do Żyrowic, gdzie był nadzorcą niższej szkoły duchownej przy monasterze Zaśnięcia Matki Bożej. W 1896 wrócił do Moskwy. Przez rok opiekował się Zakrystią Synodu (przechowywano w niej cenne i zabytkowe szaty hierarchów) i był proboszczem cerkwi Dwunastu Apostołów. W 1897 otrzymał godność igumena.
W grudniu 1897 został przełożonym monasteru św. Józefa Wołokołamskiego, w styczniu roku następnego otrzymał godność archimandryty. W 1900 towarzyszył w podróży oddziałowi, który przewoził żołnierzy rosyjskich rannych podczas powstania bokserów. W 1901 został przełożonym monasteru św. Włodzimierza przy soborze pod tym samym wezwaniem w Chersonezie.
19 maja 1902 przyjął chirotonię na biskupa sarapulskiego, wikariusza eparchii wiackiej. Rezydował w monasterze św. Jana Chrzciciela w Sarapule. Prowadził działalność misyjną i charytatywną, szczególnie zajmował się losem ubogich i bezdomnych dzieci.
W 1906 został przeniesiony do eparchii wołyńskiej, ponownie jako wikariusz, z tytułem biskupa włodzimiersko-wołyńskiego. W 1908 objął katedrę archangielską i chołmogorską i pozostawał jej ordynariuszem przez cztery lata. Szczególnie opiekował się założonym przez Jana Kronsztadzkiego monasterem w Surze, nadal angażował się w działalność charytatywną i oświatową, wspierał ubogich seminarzystów i psalmistów.
W 1912 został przeniesiony na katedrę ufijską. Mimo złego stanu zdrowia również w nowej eparchii pomagał dzieciom, jak również interesował się potrzebami duchowieństwa parafialnego i poszczególnych placówek duszpasterskich, objeżdżał eparchię. Otworzył kursy dla duchowieństwa, które miało zajmować się działalnością misyjną wśród ludności nierosyjskiej i nieprawosławnej. Działalnością misyjną miał zajmować się utworzony przez niego w 1912 monaster Matki Bożej w Bieriezowsku. Z eparchii ufijskiej odszedł w 1913 z powodu złego stanu zdrowia.
Jako biskup w stanie spoczynku żył początkowo w Ławrze Poczajowskiej, a następnie w Pustelni Optyńskiej. Tam też w 1923 został aresztowany razem z grupą mnichów. W więzieniu w Kozielsku przebywał kilka tygodni. Po odzyskaniu wolności zamieszkał przy soborze w Kozielsku i tam służył, następnie przeniósł się do jednej z mniejszych cerkwi. Przyczynił się do zachowania kozielskich parafii w strukturach Rosyjskiego Kościoła Prawosławnego i zahamowania rozwoju lokalnej Żywej Cerkwi. Zmarł w Kozielsku i został pochowany na Cmentarzu Piatnickim.